# Макаров Василь Іванович (актор)
Василь Іванович Мака́ров (30 грудня 1913 [12 січня 1914], Скала, Томська губернія — 29 лютого 1964, Москва) — радянський актор театру та кіно. Заслужений артист РРФСР (1945). Лауреат Сталінської премії першого ступеня (1949).

## Біографія
В. І. Макаров народився 30 грудня 1913 (12 січня 1914) року в селі Скала (нині Коливанського району Новосибірської області) у рибальській сім'ї. У 1932 році закінчив театральну студію при Новосибірському ТЮГу і став його актором. У 1945 році в Новосибірському театрі «Червоний Смолоскип». У 1946—1950 роках — актор МХАТ, у 1950—1955 роках — ЦТСА. У 1956 році на кіностудії «Мосфільм». З 1957 року актор Театру-студії кіноактора.
В. І. Макаров помер від інсульту 29 лютого 1964 року. Похований у Москві в колумбарії Новодівочого цвинтаря.

## Фільмографія
1. 1948: «Шлях слави» (капітан)
2. 1948: «Суд честі» (Кириллов, доцент)
3. 1950: «Секретна місія» (Олексій Дементьєв, він же Курт Юніус)
4. 1953: «Вихори ворожі» (Член парткома)
5. 1956: «Безсмертний гарнізон» (Іван Степанович Батурин (прототип П. М. Гаврилов))
6. 1957: «Висота» (Ігор Родіонович Дерябін)
7. 1957: «Партизанська іскра» (Сизов)
8. 1957: «Ботагоз» (Григорій Максимович Кузнецов)
9. 1960: «З Лебединого повідомляють» (Іван Єгорович Байкалов, секретар райкому партії)
10. 1960: «Операція „Кобра“» (полковник прикордонних військ Дмитро Андрійович Захаров, начальник прикордонного загону)
11. 1961: «Бар'єр невідомості» (льотчик-випробувач Олег Леонідович Казанцев)
12. 1961: «Мир тому, хто входить» (комендант)
13. 1962: «49 днів» (камео)
14. 1962: «Звільнення на берег» (Василь Кузьмич, вітчим Жені)
15. 1962: «Колеги» (головний інженер)
16. 1963: «Російський ліс» (політрук)
17. 1964: «Живі і мертві» (полковник Зайчіков, командир дивізії)
18. 1964: «Зелений будинок» (людина в куртці, попутник Євгена Силаєва на катері)

## Пасилання
- Василь Макаров (рос.)